# 宋勇 (晋国)
宋勇，春秋时期晋国军事人物。
晋国范氏、中行氏与赵氏作战，齐国、郑国支持范氏、中行氏。前493年八月，齐国运送粮食给范氏，由郑国的罕达（子姚）、驷弘（子般）押送。范昭子士吉射前去迎接，赵简子率军攻打，两军在戚地相遇。八月初七日，在铁丘作战，邮无恤为赵简子驾御战车，卫国的太子蒯聩做车右。繁羽为赵罗驾御战车，宋勇做车右。赵罗胆小，别人用绳子把他捆在车上。军吏询问原因，繁羽、宋勇说：“他疟疾发作躺下了。”铁之战，郑军大败，赵氏获得了齐国的一千车粮食。但是赵罗被敌军俘虏。